# Mayaca
|  | Aquest article tracta sobre la tribu ameríndia de Florida. Si cerqueu el gènere de plantes, vegeu «Mayaca (gènere)». |

Mayaca va ser el nom utilitzat pels espanyols per fer referència a una tribu ameríndia del centre de Florida, al poble principal d'aquesta tribu i al cap del poble en la dècada de 1560. Els mayaca van ocupar una àrea en la part superior de la vall del riu St. Johns just al sud del llac George. D'acord amb Hernando de Escalante Fontaneda, l'idioma mayaca estava relacionada amb la dels ais, una tribu que vivia al llarg de la costa atlàntica de Florida al sud-est dels mayaca. Els mayaca eren caçador-pescador-recol·lectors, i no eren coneguts per practicar l'agricultura en un grau significatiu, a diferència dels seus veïns del nord, els timucua utina, o agua dulce. En general, l'agricultura no havia estat adoptada per les tribus que viuen al sud dels timucua en el moment del primer contacte amb els europeus. Els mayaca compartien una tradició ceràmica (la cultura St. Johns) amb els timucua Agua Dulce, en comptes de la dels ais (la cultura Indian River).

## Història
Els espanyols van trobar per primera vegada els mayaca en 1566 en intentar rescatar alguns francesos en poder dels indis. Es va informar de diversos pobles pròxims a la costa atlàntica que li devien lleialtat a Mayaca. En aquest moment Mayaca sembla haver-se aliat amb Mocama, o el cap timucua Agua Salada Saturiwa contra els timucua Agua Dulce. En 1567 els Mayaca es va unir als Saturiwa i els Potano, un altre poble timucua, contra els Agua Dulce, que van ser derrotats amb l'ajuda espanyola.
Els frares franciscans espanyols van visitar per primera vegada els mayaca a finals del segle xvi. El cap de Mayaca s'havia convertit al cristianisme pel 1597, però no es va establir una missió, San Salvador de Mayaca, fins més tard. Aquesta missió no s'esmenta en els registres espanyols durant la major part del segle xvii. L'activitat missionera es va reprendre de nou en 1680, a Anacape (San Antonio de Anacape) i Mayaca. Per aquest temps, Chachises (o Salchiches), Malaos (o Malicas) s'havia convertit en part de la població a la província de Mayaca, mentre que els refugiats Yamassees formaven la majoria de la població. Per la dècada de 1690 les missions s'havien establert a Concepción de Atoyquime, San José de Jororo i a Atisimmi, que s'havien convertit en la Província Mayaca-Jororo, i alguns ranxos espanyols funcionaven a la zona. Els disturbis en 1696 i 1697 comportaren els assassinats d'un frare i d'alguns indis convertits. La pau va ser restaurada, però en 1708 les incursions dels indis aliats amb els anglesos a la Província de Carolina va conduir als Mayaca a buscar refugi al voltant de San Agustín. Altres mayaca es van traslladar al sud de la part oriental del llac Okeechobee, que va ser nomenat "Llac Mayaca" en els mapes en la dècada de 1820 (Port Mayaca, a la riba oriental del llac Okeechobee, és un recordatori d'aquest nom). En 1738 i 1739 una sèrie de batalles entre els Mayaca del llac Okeechobee i els seus aliats Jororo i Bomto (o Bonita) per una banda i els Calusa, Pojoy i Amacapira a l'altra banda, s'uniren en una incursió pels Uchise al Pojoy, de la que en va resultar uns 300 morts. Alguns mayaca encara vivien prop del llac Okeechobee en 1743.

## Tribus relacionades

### Jororo
Els Jororo o Hororo vivien just al sud dels mayaca. Apareixen per primera vegada en els registres espanyols en la dècada de 1680, i parlaven la llengua mayaca. Igual que els mayaca, els jororo eren caçadors-pescadors-recol·lectors. La seva terra era molt humida, plena de llacs i "esbarzers", i subjecte a freqüents inundacions. Hann suggereix que el nom de la missió a Jizime o Atissime o Atisme indica que el territori Jororo s'estenia a la vall del riu Kissimmee.

### Altres
Mayajuaca, Macoya i Mayrra són esmentats per fonts antigues d'Espanya i França, i probablement es trobaven a la vall del riu St Johns i associats amb els mayaca. Macoya pot ser en realitat una variant de mayaca.